# Mark Edwards (claveciniste)

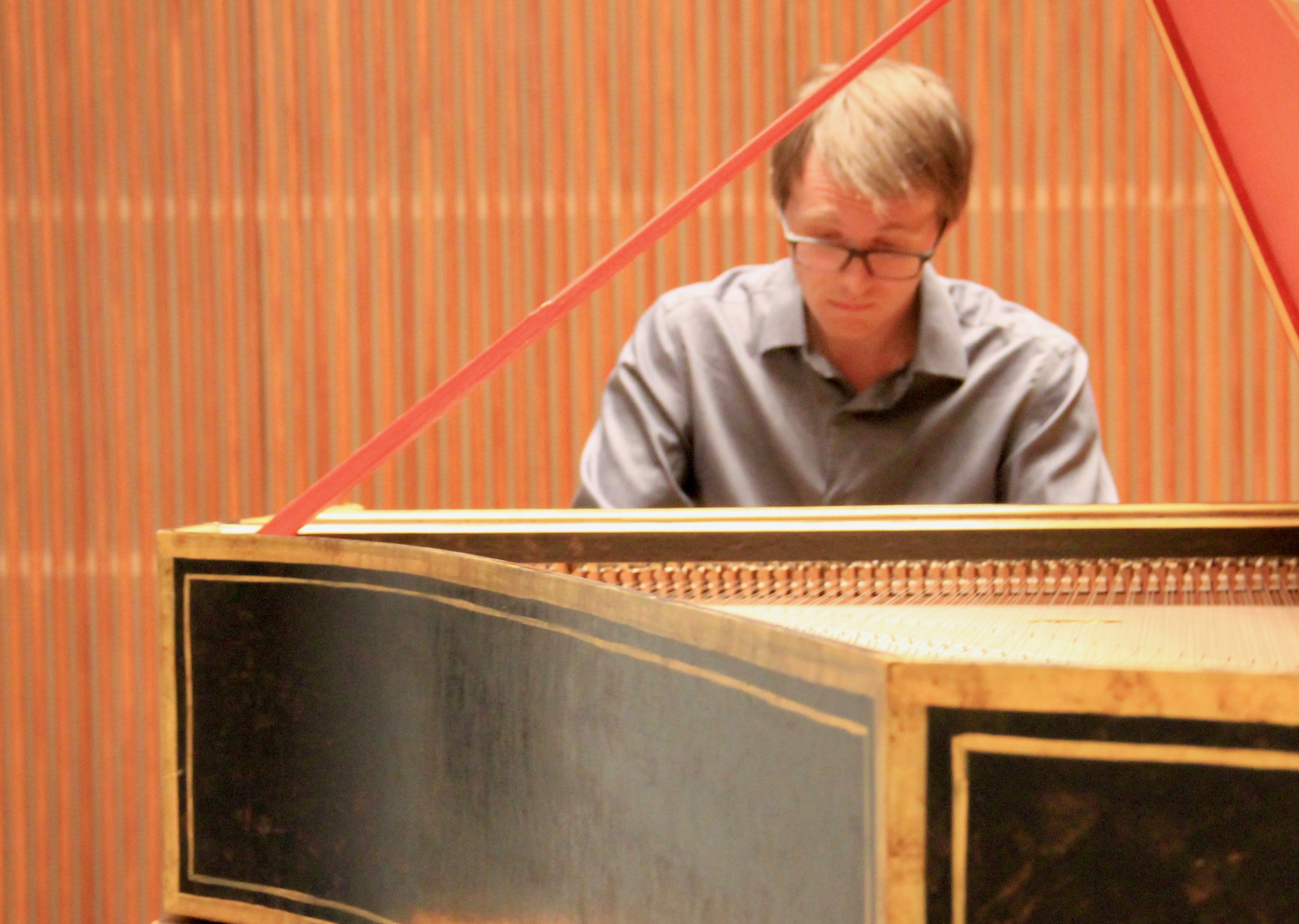
Mark Edwards, Kulas Hall, Oberlin Conservatory, June 27, 2017

Mark Edwards est un claveciniste et organiste canadien, né à Toronto, au Canada, en 1986. Il est lauréat du premier prix au concours du Festival de musique ancienne de Bruges 2012 et professeur de clavecin au Oberlin Conservatory of Music (Ohio, É-U.).

## Biographie
Mark Edwards étudie l’orgue auprès de David Higgs et le clavecin auprès de William Porter à la Eastman School of Music (Rochester, NY)  et y obtient un baccalauréat avec une très grande distinction. Il complète sa maîtrise en musique à l’Université McGill, (Montréal, Québec) où William Porter lui enseigne l’orgue et l’improvisation et Hank Knox le clavecin. Il poursuit ensuite ses études à l'Université de musique de Fribourg auprès du spécialiste de claviers historiques, Robert Hill. 
Il est reconnu pour son jeu captivant, entraînant « l’écoute dans des régions inédites et fantasques, utilisant toutes les ressources de son instrument [...], de sa virtuosité et de son imagination ». 
En plus de son succès à Bruges, Mark Edwards est lauréat d’autres compétitions importantes : The Jurow International Harpsichord Competition (2012), le Concours d’orgue de Québec (2011) et The Rodland Organ Competition (2008),. Ses récitals sont diffusés lors d’émissions radiophoniques, tel que Pipedreams de l’American Public Media et Soirées classiques de la Société Radio-Canada.  
Il est membre fondateur de Poiesis  et de Recordare, finaliste lors de l’édition 2011 de la Early Music America Recording Competition.

## Discographie

### Album Solo
- "La Descente d'Orphée" (2017), Early-Music.com

### Collaborations
- "Passaggi" (2013), Atma Classique, avec Vincent Lauzer
- "Lorenzani: Nicandro e Fileno" (2018), Atma Classique, avec Les Boréades de Montréal
- "Devienne Flute Sonatas" (2019), Centaur, avec Joanna Marsden